# Јужна Кванза
Јужна Кванза (порт. Kwanza-Sul), једна је од 18 покрајина у Републици Ангола. Покрајина се налази у централном делу земље и има излаз на Атлантски океан.
Покрајина Јужна Кванза покрива укупну површину од 55.600 km² и има 1.881.873 становника (подаци из 2014. године). Највећи град и административни центар покрајине је град Сумбе.